# Alette canard

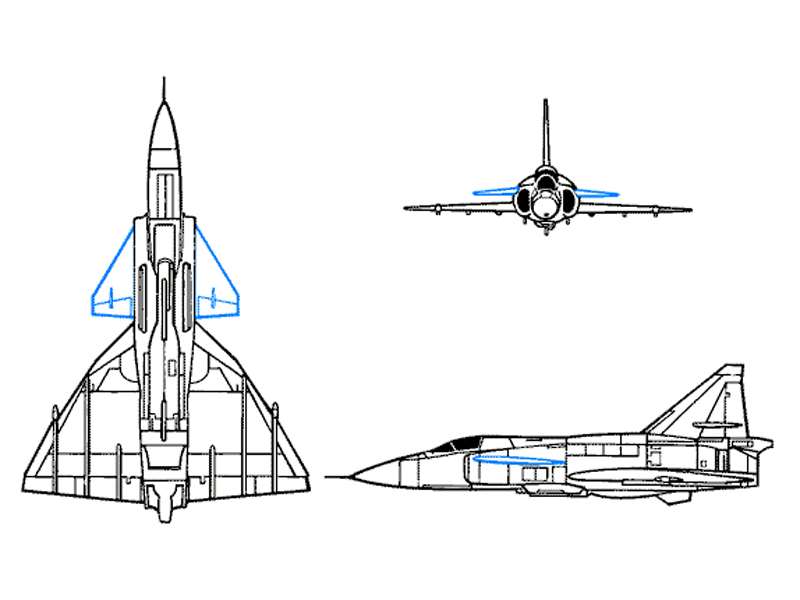
In azzurro le alette canard di un Saab 37 Viggen

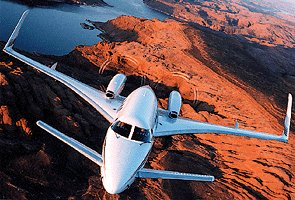
Il Beechcraft Starship, un esempio tipico di questa soluzione aerodinamica

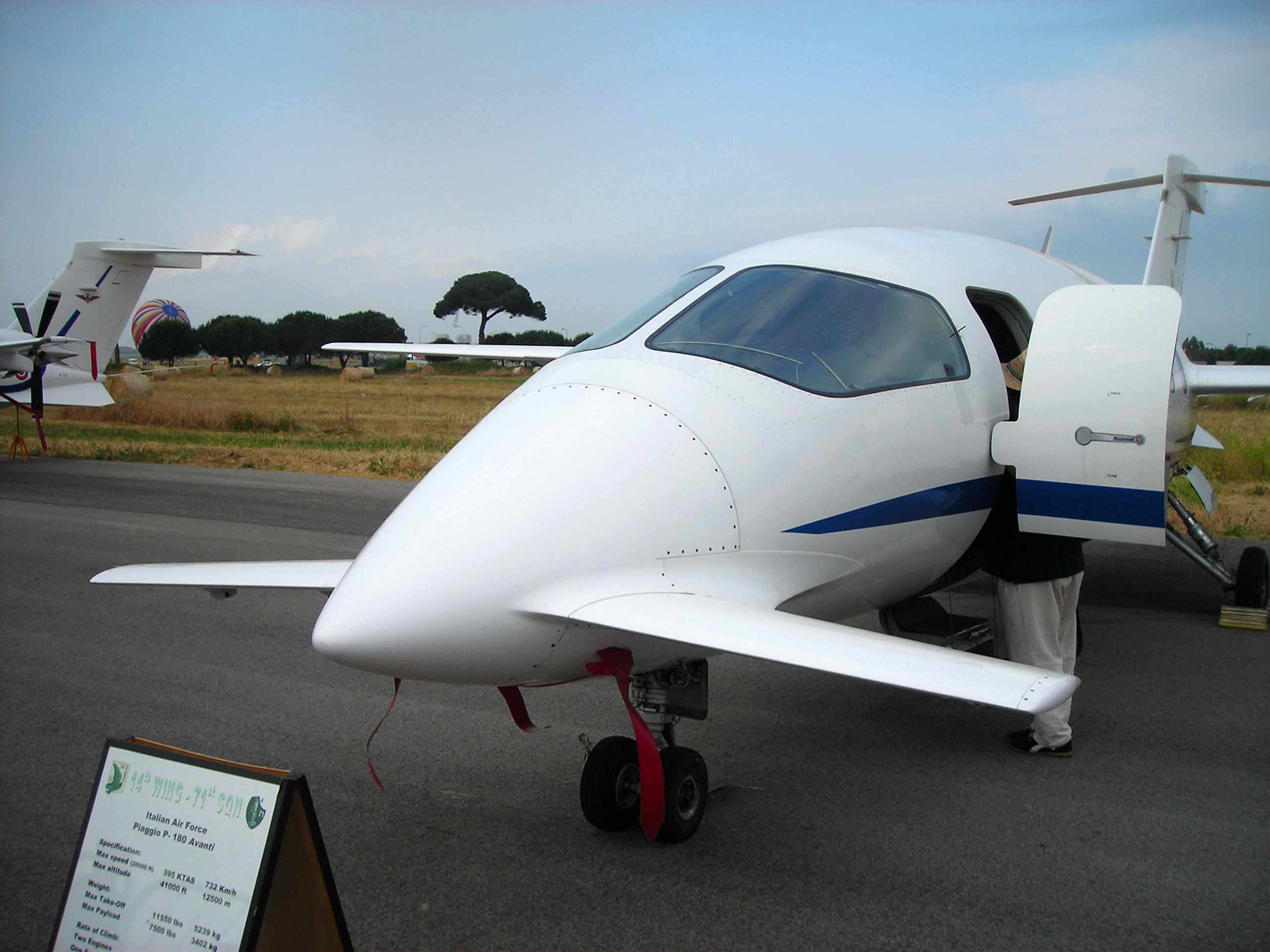
Le alette "canard" di un Piaggio P180 Avanti

Le alette canard sono un tipo di superfici di controllo aerodinamiche o idrodinamiche (in quest'ultimo caso usate ad esempio per imbarcazioni a vela). 

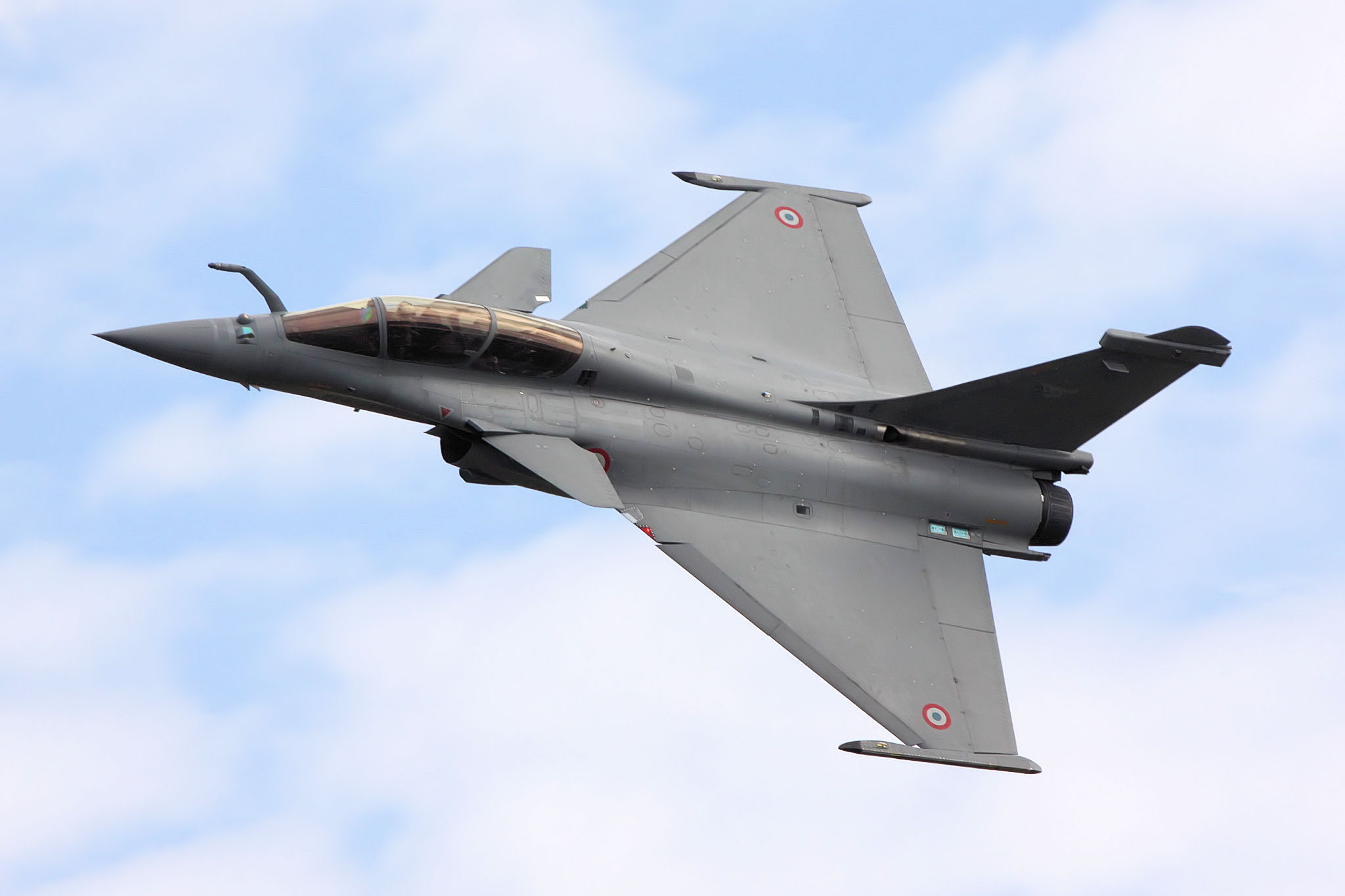
Un Dassault Rafale dell'Aeronautica francese

Un aeromobile (aeroplano o missile) possiede delle alette canard, o a configurazione canard, quando i suoi stabilizzatori orizzontali, ed eventualmente gli impennaggi laterali, sono disposti a prua e anteriormente rispetto al baricentro, e dunque nel caso dell'aereo davanti all'ala. 
Il nome canard, che in francese significa anatra, deriva dall'aspetto che queste superfici di controllo conferivano ai primi modelli sperimentati da Louis Blériot in Francia.

## Storia
Il primo Canard della storia lo si deve ai fratelli Wright con il Wright Flyer, primo a volare con equipaggio nella storia dell'aeronautica.
Questa configurazione è stata sperimentata nelle più diverse tipologie di aerei fin dai primordi dell'aviazione, ed è dunque matura e ben conosciuta, ma è sempre stata utilizzata sporadicamente, nonostante gli ottimi risultati conseguiti in diversi progetti.

## Vantaggi e svantaggi
In prima approssimazione, la configurazione canard è aerodinamicamente più efficiente della classica disposizione con stabilizzatori in coda perché in quest'ultima la forza necessaria ad equilibrare le rotazioni attorno al baricentro si ottiene mantenendo gli impennaggi in portanza negativa (deportanza), mentre nel caso del canard entrambe le superfici portanti (ala principale e alette) lavorano in portanza positiva; tale configurazione permette quindi di prevedere minori portanze sull'ala con benefici in termini di resistenza di attrito avendone ridotto la superficie e vantaggi in termini di resistenza indotta ricordando che questa è proporzionale al coefficiente di portanza al quadrato. Inoltre, le caratteristiche di stallo di un canard sono generalmente preferibili, e un sistema ben progettato può ottenere un'autorità di comando molto elevata specialmente in condizioni di instabilità dinamica (regime in cui volano quasi costantemente molti aerei da guerra attuali). In caso di assetto elevato deve prevedersi l'entrata in stallo prima del pianetto canard potendo disporre ancora dell'ala portante in modo da ottenere un naturale effetto di "nose-down" dell'aeromobile che naturalmente esce dalla condizione di stallo. Tale comportamento è ottenibile aumentando l'allungamento alare del pianetto canard. 
La formula ha però anche degli svantaggi abbastanza evidenti: per prima cosa, rende la progettazione molto più critica rispetto a quella di uno stabilizzatore convenzionale, problema sentito specialmente in passato quando non erano possibili le simulazioni aerodinamiche e il grande margine di errore delle misure sui modelli costringeva spesso a lavorare per tentativi ed errori. Inoltre, per ottenere una buona stabilità naturale del velivolo, possono essere necessari compromessi non ottimali e l'utilizzo degli ipersostentatori (o flap) può risultare molto difficile se non impraticabile, in quanto l'aumento di portanza che ne deriverebbe potrebbe provocare un momento picchiante troppo grande per poter essere compensato dalle alette canard — bisogna tener presente infatti che in questo caso le ali principali, in confronto a una configurazione classica, sono più arretrate rispetto al centro di massa del velivolo. Nel caso in cui si decida di eliminare i flap, il velivolo avrà fatalmente una velocità di decollo e atterraggio superiore ai tipi comparabili, caratteristica non desiderabile.

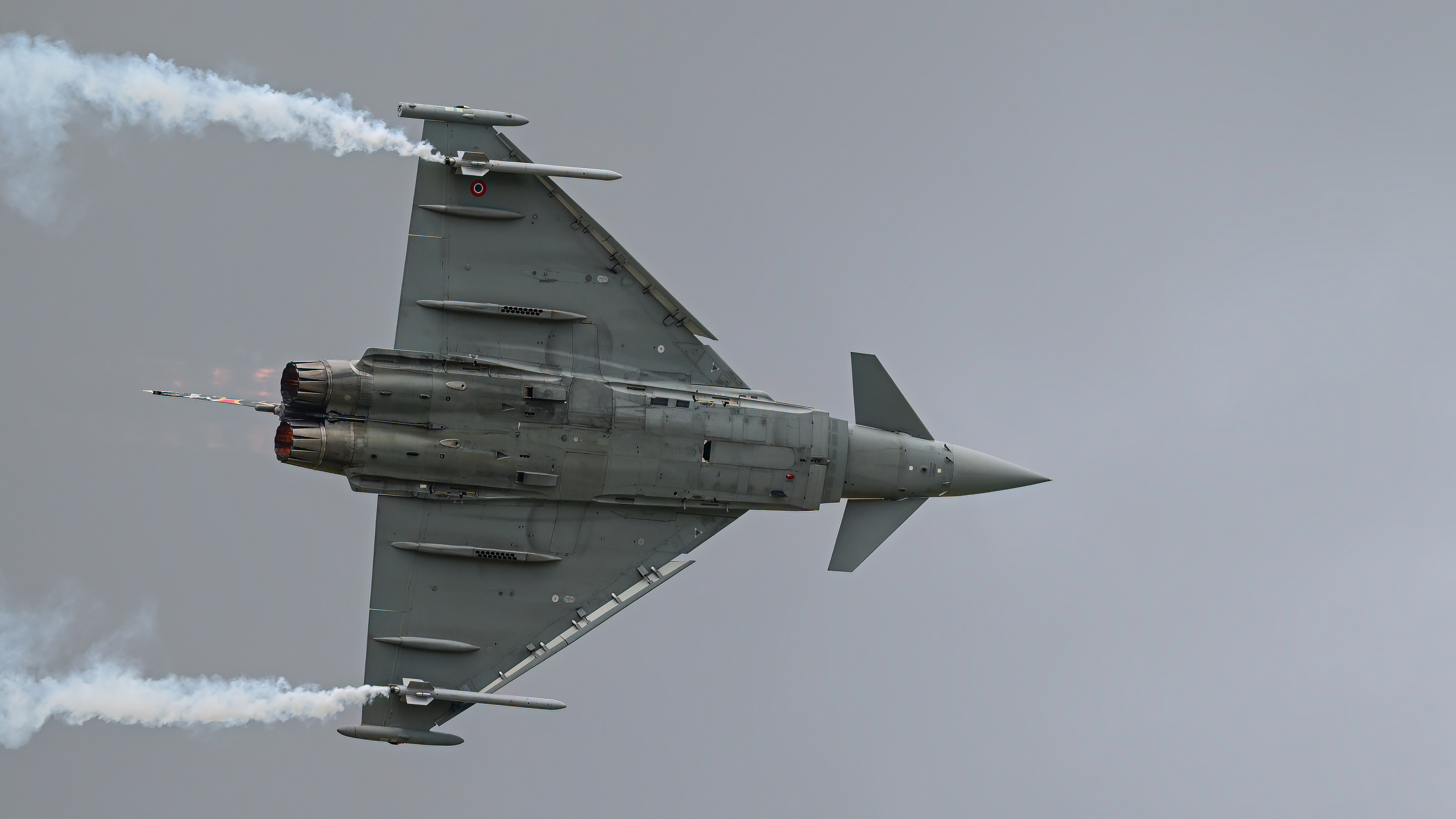
Un Eurofighter Typhoon dell'Aeronautica Militare

Queste difficoltà hanno contribuito a mantenere la formula canard un concetto relativamente "esotico" fino a epoche molto recenti: ultimamente, anche grazie alla larga disponibilità di sistemi di progettazione e di controllo avanzati, si nota un rinnovato interesse nei tipi canard tra i progettisti di aerei civili e nell'ambiente militare.

## Aerei dotati di canard

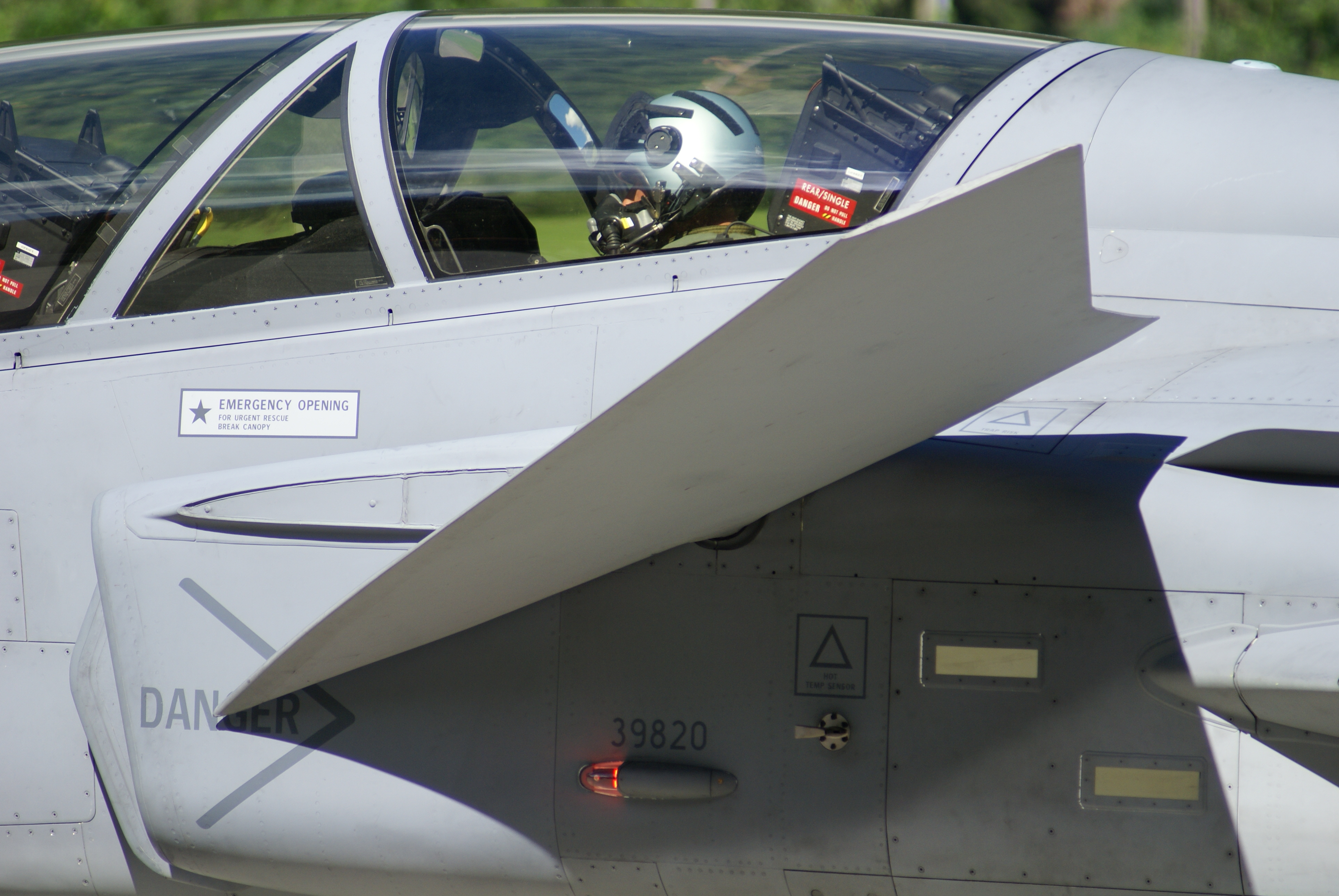
Aletta canard di un Saab JAS 39 Gripen

Alcuni famosi aerei dotati di alette canard:
Velivoli militari
- Atlas Cheetah
- Curtiss-Wright XP-55 Ascender
- Eurofighter Typhoon
- Dassault Rafale
- IAI Kfir
- IAI Lavi
- Kyūshū J7W
- Saab 37 Viggen
- Saab JAS-39 Gripen
- Miles M.39B Libellula
- North American XB-70 Valkyrie
- Rockwell B-1 Lancer
- Sukhoi Su-33
- Sukhoi Su-34
- Sukhoi Su-37
- Sukhoi Su-47
- Sukhoi T-4
- Chengdu J-10
- Chengdu J-20

Velivoli civili
- Beechcraft Starship
- Proteus
- Tupolev Tu-144
- Piaggio P-180

Velivoli sperimentali
- Grumman X-29
- McDonnell Douglas X-36
- Rockwell-MBB X-31

## Canard per barche a vela
Con l'invenzione della deriva basculante vi era il problema di far mantenere la rotta e di permettere alla barca di risalire il vento.
Per migliorare l'idrodinamica, si sono inventati delle appendici poste a prua dell'albero su entrambi i bordi. Questi sono i canard.
Sono utilizzati, per esempio, nei Mini 650.